# Fernwood Cemetery

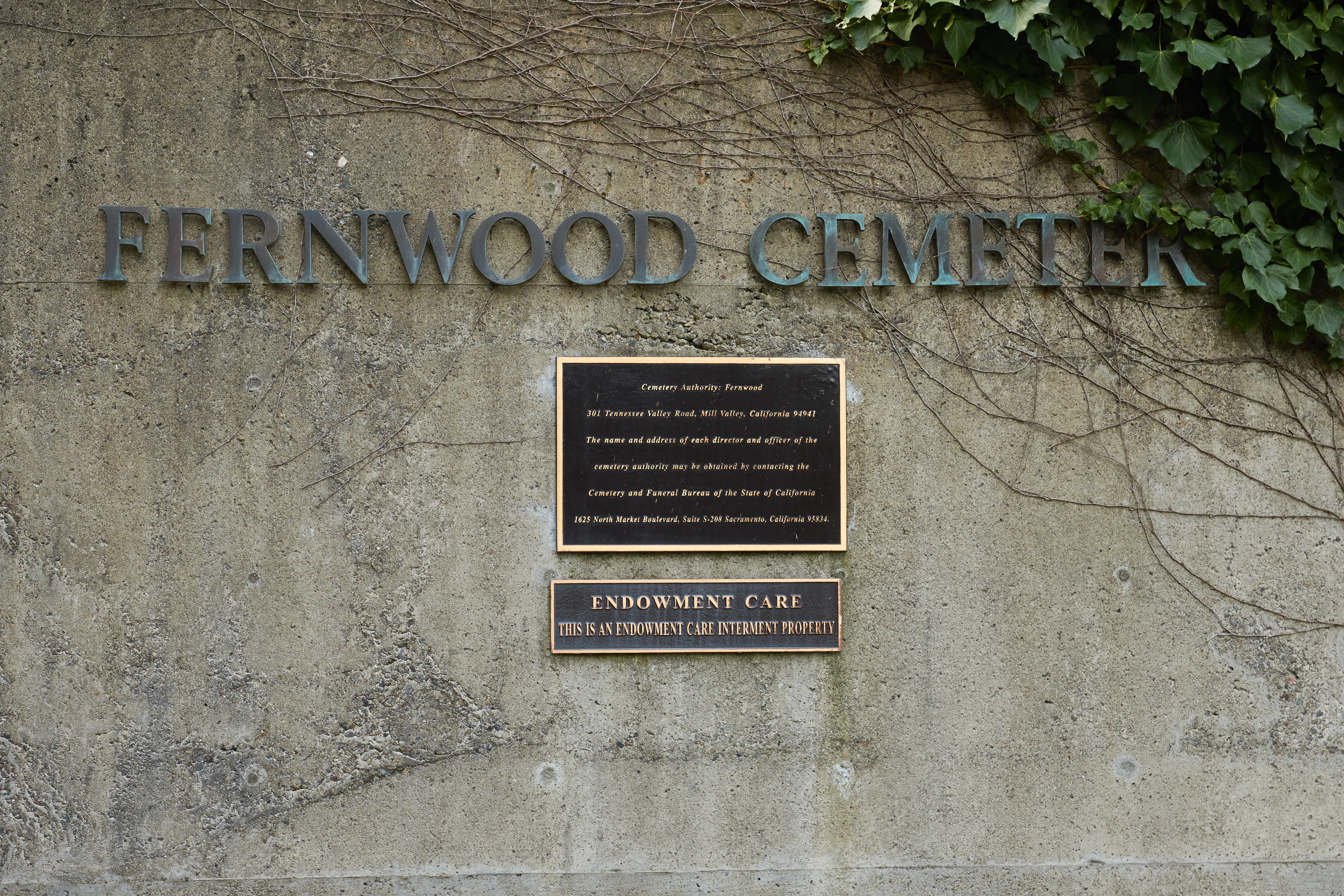
Fernwood Cemetery, Schild am Eingang des Friedhofes

Fernwood Cemetery (auch Forever Fernwood) ist ein sich auf 32 Acres (rund 12 Hektar) erstreckender Friedhof in einem nicht eingemeindeten Teil von Mill Valley, Kalifornien. Die an die Golden Gate National Recreation Area grenzende Begräbnisstätte auf den Hügeln zwischen Mill Valley und Sausalito wurde ursprünglich im Jahr 1891 von der Sausalito Cemetery Association eingerichtet und gehört seit 2004 zu den ersten Ökofriedhöfen in den Vereinigten Staaten.

## Geschichte

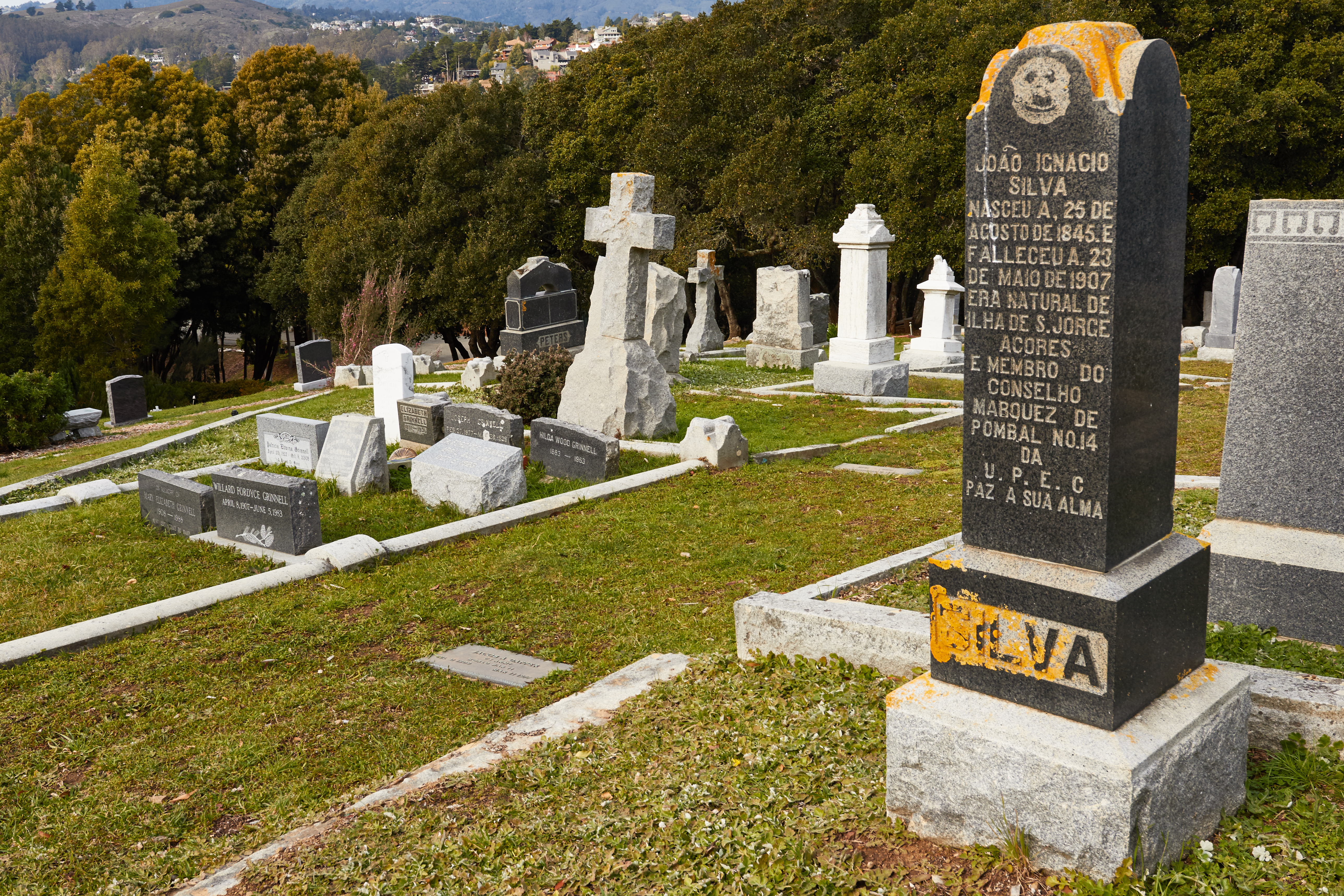
Alter Teil („Sausalito Section“) des Friedhofes. Im Hintergrund Mill Valley.

Das heutige Gelände des Fernwood Cemetery wurde im Jahr 1891 unter dem Namen „Sausalito Cemetery“ als Friedhof des südlich von Mill Valley an der San Francisco Bay gelegenen Ortes Sausalito eingerichtet. Das erste Begräbnis fand im Dezember 1891 statt, der erste Verkauf eines Grabplatzes im September 1892. In dem heute als „Sausalito Section“ benannten Teil des Friedhofes befinden sich die ältesten Gräber, darunter auch diejenigen von portugiesischen Einwanderern, die sich im 19. Jahrhundert in Sausalito angesiedelt hatten.
Im Jahr 2004 wurde der zwischenzeitlich in „Daphne Fernwood Cemetery“ umbenannte Friedhof an das Joint Venture Forever Enterprises verkauft. Unter der Führung des Geschäftsmannes Tyler Cassity wandelte Forever Enterprises den Friedhof in einen der ersten Ökofriedhöfe in den Vereinigten Staaten um. Im Unterschied zu herkömmlichen Friedhöfen bietet der Fernwood Cemetery Bestattungen in Ökosärgen aus unbehandeltem Holz sowie einfachen Leichentüchern und unter Verzicht von Einbalsamierungen an. Im naturbelassenen Teil des Friedhofes werden die Gräber mit schlichten Feldsteinen anstelle von aufwendigen Grabsteinen markiert. Da auch ein Verzicht auf jegliche Grabmarkierung möglich ist, werden den Toten beim Begräbnis RFID-Transponder beigegeben sowie deren Position in GPS-Koordinaten verzeichnet, um die genaue Lage der Bestatteten bestimmen zu können.

## Gräber (Auswahl)
| Person(en)           | Bedeutung | Lebensdaten | Bild der Grabstätte |
| -------------------- | --- | ----------- | ------------------- |
| Catherine Domergue   | Ein moderner Grabstein steht heute an der Stelle, an der Catherine Domergue begraben wurde. Ihr Begräbnis war die erste Bestattung auf dem 1891 eingerichteten „Sausalito Cemetery“. Das Grab liegt an einem steilen Abhang und eine Reihe von Grabsteinen wurden im Zuge von Vandalismus den Abhang hinuntergeworfen. | † 1891      |                     |
| Gaston P. Domergue   | Grab von Gaston P. Domergue, dem Ehemann Catherine Domergues. Er war die erste Person, die eine Grabstätte auf dem neu eingerichteten Friedhof erwarb. | 1840–1915   |                     |
| João Ignacio Silva   | Im ältesten Teil des Friedhofes liegt das Grab von João Ignacio Silva, einem portugiesischen Einwanderer. Der Grabstein weist ihn als ein Mitglied der União Portuguesa do Estado da Califórnia, einer 1880 gegründeten Gemeinschaft der Portugiesen in Kalifornien aus. Wie viele andere Portugiesen in Sausalito stammte Silva von der Azoreninsel São Jorge, was auf dem Grabstein als „Ilha de S. Jorge“ verzeichnet ist. | 1845–1907   |                     |
| John Perry Gerivazio | Grab von John Perry Gerivazio, einem weiteren portugiesischen Einwanderer. Die Einwanderer amerikanisierten ihre Namen nach ihrer Ankunft häufig. Aus „Pereira“ wurde „Perry“. | † 1911      |                     |

## Galerie

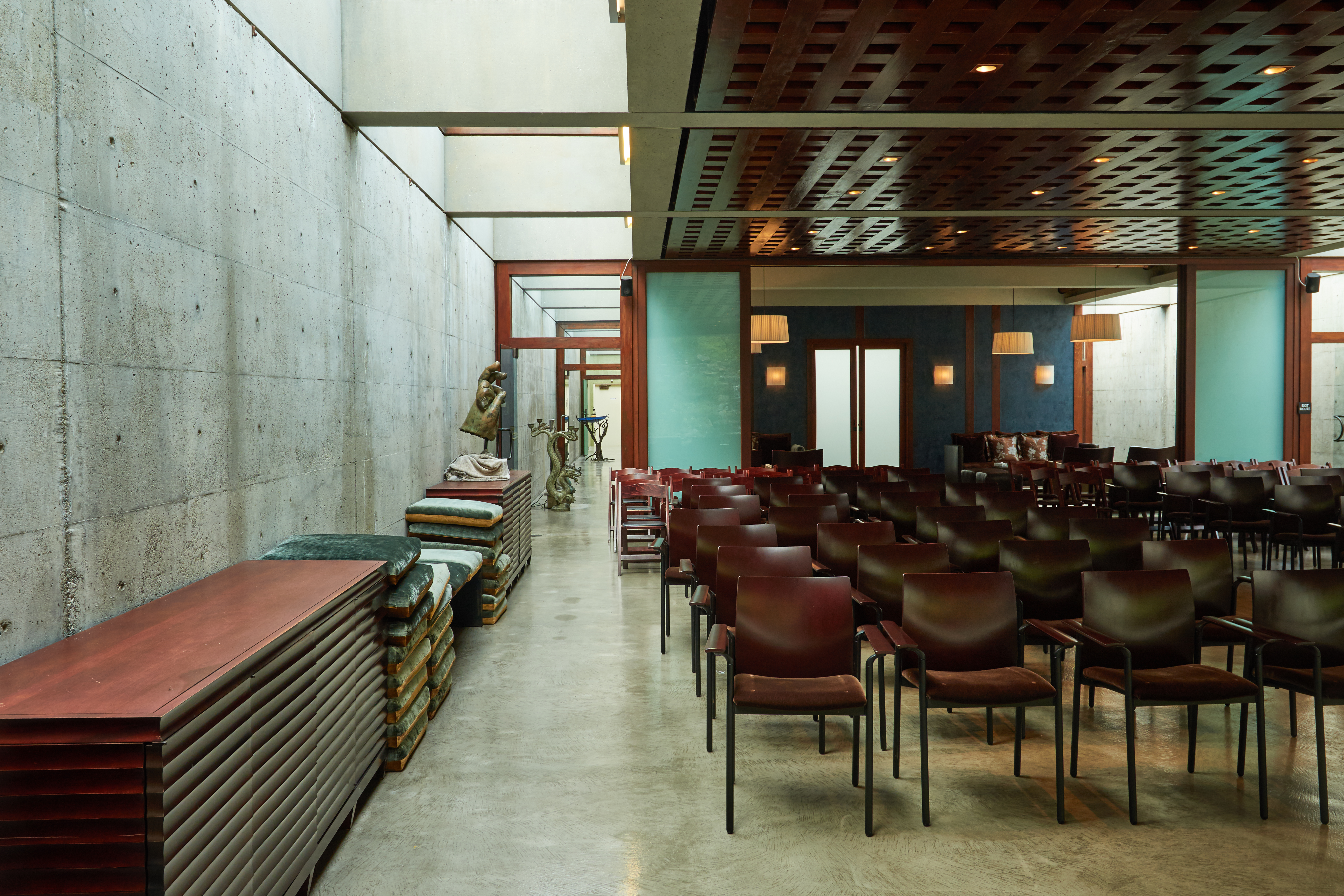
Blick in den Raum für Trauerfeiern
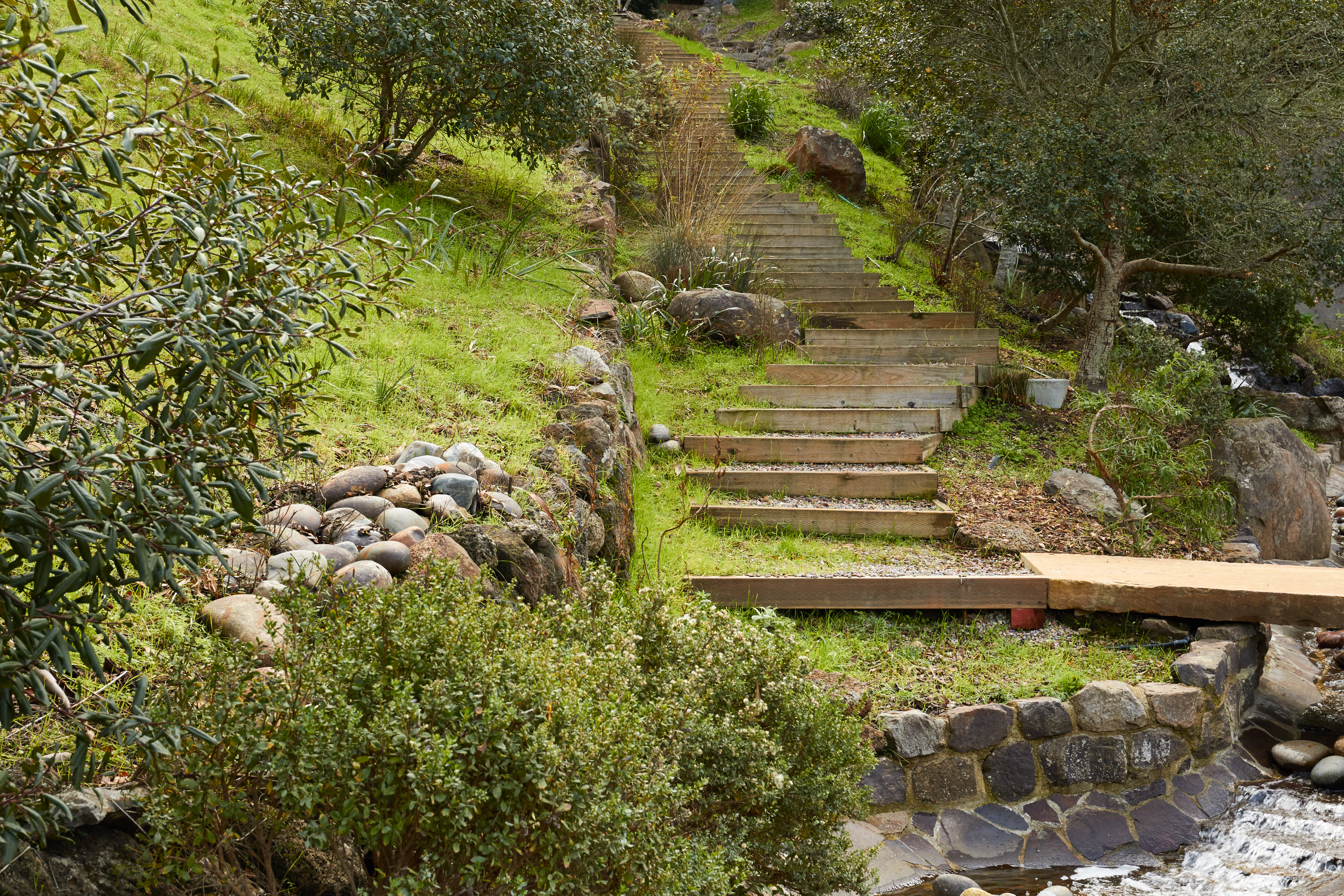
Aufgang zu den Begräbnisstätten
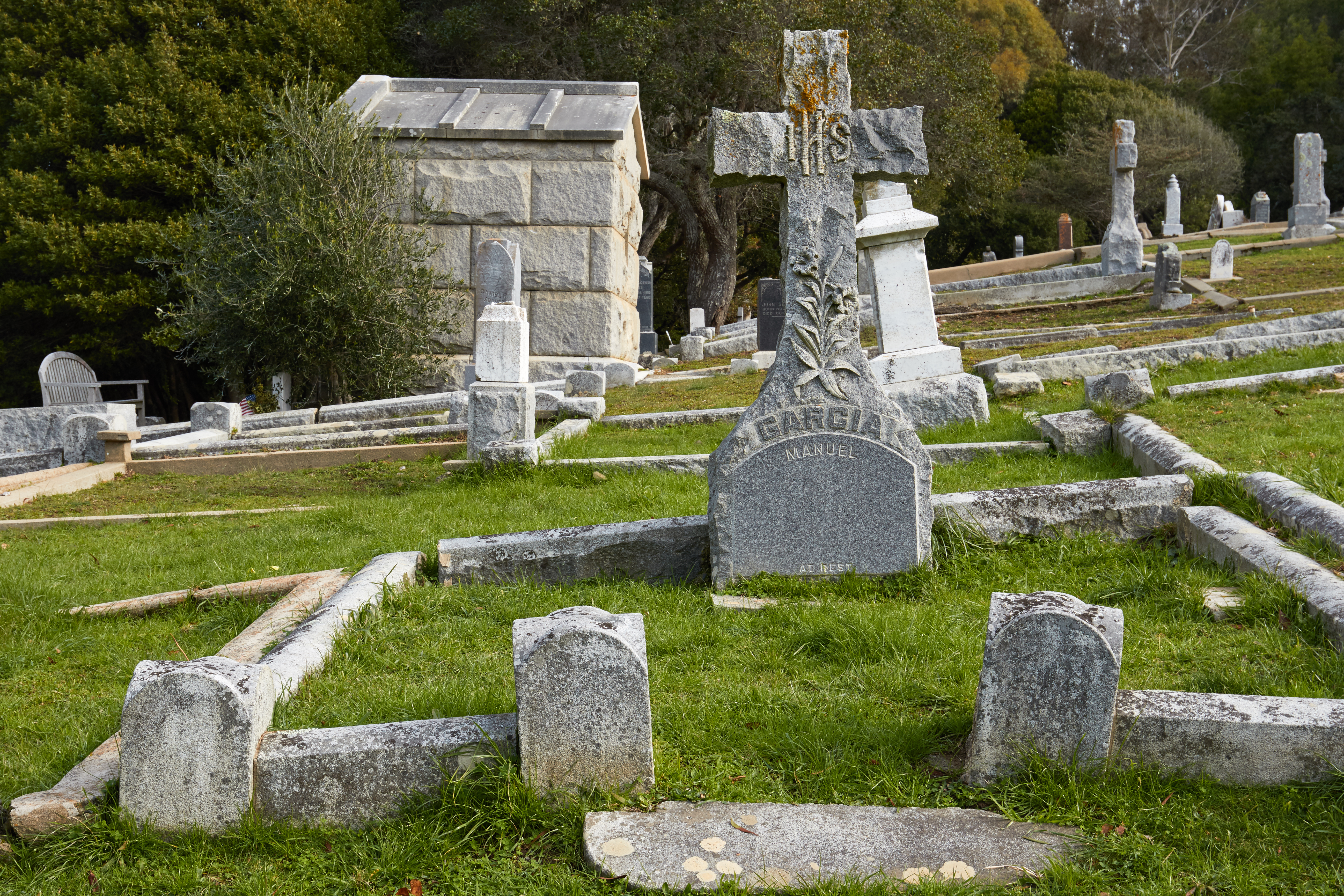
Alter Teil („Sausalito Section“) des Friedhofes
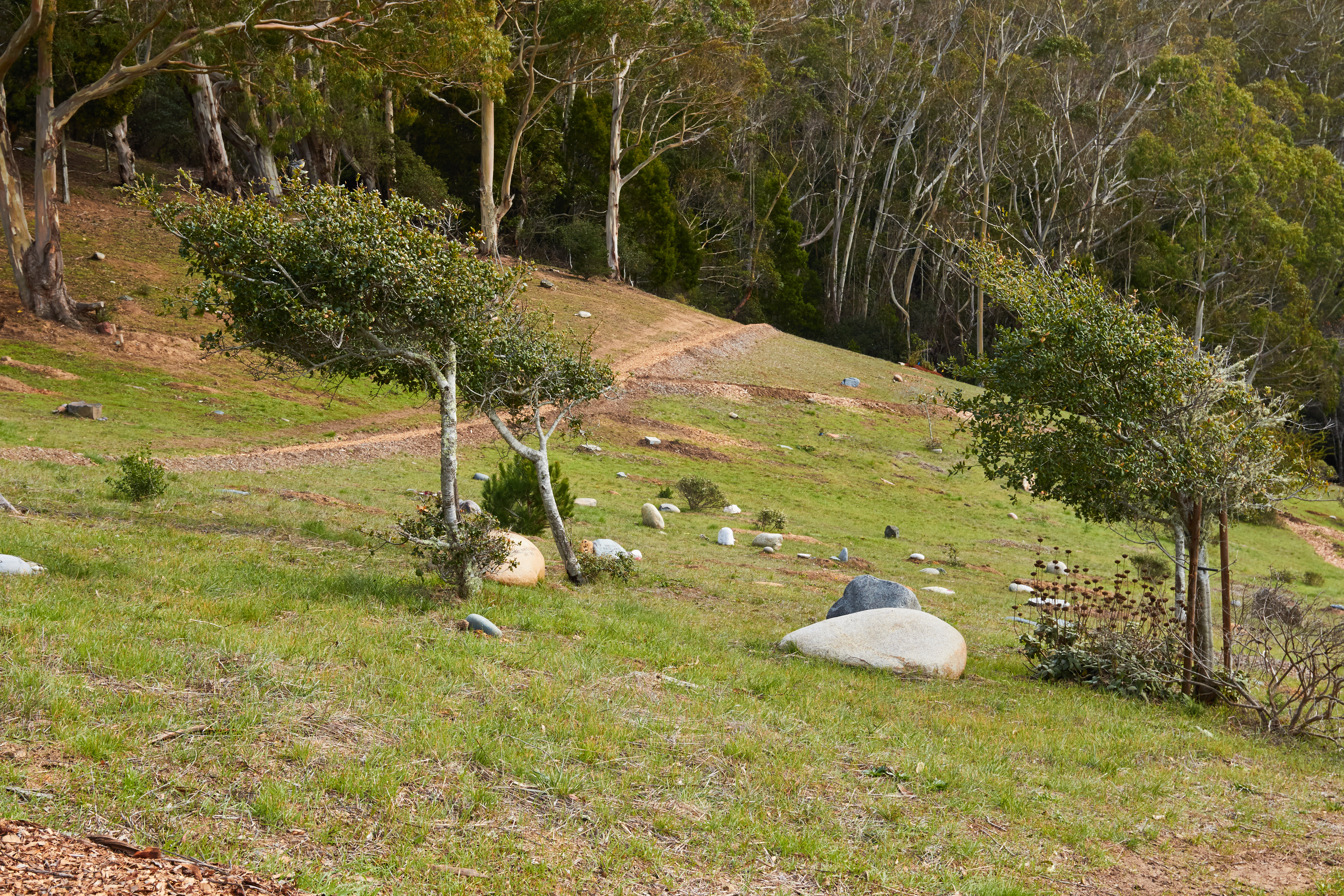
Gräberfeld mit Natursteinen